# Michishio (tàu khu trục Nhật)
Michishio (tiếng Nhật: 満潮) là một tàu khu trục hạng nhất của Hải quân Đế quốc Nhật Bản thuộc lớp tàu khu trục Asashio bao gồm mười chiếc được chế tạo vào giữa những năm 1930. Michishio đã tham gia nhiều hoạt động tại Mặt trận Thái Bình Dương trong Chiến tranh Thế giới thứ hai trước khi bị đánh chìm trong Trận chiến eo biển Surigao vào ngày 22 tháng 10 năm 1944.

## Thiết kế và chế tạo
Được chấp thuận cho chế tạo trong khuôn khổ Chương trình Bổ sung Vũ khí Hải quân Nhật Bản thứ hai (Maru-2), những chiếc trong lớp tàu khu trục Asahio có kích thước lớn hơn và nhiều khả năng hơn so với lớp tàu khu trục Shiratsuyu dẫn trước, vì các nhà thiết kế hải quân Nhật Bản không còn bị gò bó trong những giới hạn của Hiệp ước Hải quân London. Những con tàu có kích cỡ tương đương tàu tuần dương hạng nhẹ này được thiết kế để tận dụng ưu thế dẫn đầu của Nhật Bản trong kỹ thuật ngư lôi, để tháp tùng lực lượng tấn công chủ lực của Hạm đội Nhật cũng như để tấn công cả ngày lẫn đêm nhắm vào Hải quân Hoa Kỳ, khi họ băng ngang Thái Bình Dương theo giả định của lý thuyết chiến lược Nhật Bản. Cho dù là một trong những lớp tàu khu trục mạnh mẽ nhất thế giới vào lúc hoàn tất, không có chiếc nào sống sót qua cuộc Chiến tranh Thái Bình Dương.
Michishio được đặt lườn tại Xưởng đóng tàu Fujinagata ở Osaka vào ngày 5 tháng 11 năm 1935, được hạ thủy vào ngày 15 tháng 3 năm 1937 và đưa ra hoạt động vào ngày 31 tháng 10 năm 1937.

## Lịch sử hoạt động
Thoạt tiên Michishio được giao nhiệm vụ hỗ trợ các hoạt động tác chiến trong cuộc Chiến tranh Trung-Nhật từ tháng 11 đến tháng 12 năm 1937. Tuy nhiên, sau khi có những báo cáo về sự cố trong hoạt động của tàu khu trục chị em Asashio, nó được rút về Xưởng hải quân Sasebo để cải biến và thay thế động cơ.
Vào lúc xảy ra cuộc tấn công Trân Châu Cảng, Michishio được phân về Hải đội Khu trục 8, và là một thành viên của Phân Hạm đội Khu trục 2, hộ tống thành phần chủ lực của Lực lượng Viễn chinh Phương Nam dưới quyền Đô đốc Nobutake Kondō rời Quân khu Bảo vệ Mako để hỗ trợ từ xa cho các lực lượng đổ bộ lên Malaya và Philippines vào tháng 12 năm 1941. Michishio hộ tống một đoàn tàu vận tải chuyển binh lính từ Mako về phía Singora thuộc Malaya, rồi quay về Hong Kong vào ngày 5 tháng 1 năm 1942. Nó hộ tống một đoàn tàu chuyển binh lính khác đến Davao, rồi tham gia lực lượng chiếm đóng Ambon ngày 31 tháng 1, Makassar vào ngày 8 tháng 2 và Bali/Lombok vào ngày 18 tháng 2.
Trong đêm 19 tháng 2 năm 1942, Michishio tham gia Trận chiến eo biển Badoeng. Nó đang hộ tống chiếc tàu vận tải Sasago Maru ngoài khơi Bali khi một lực lượng hạm đội Đồng Minh tấn công. Michishio bị kẹt giữa làn hỏa lực của bốn tàu khu trục Mỹ và bị hư hại nặng, với 13 thành viên thủy thủ đoàn thiệt mạng và 83 người khác bị thương. Nó được tàu khu trục chị em Asashio kéo trở về Makassar để sửa chữa.
Sau khi được sửa chữa khẩn cấp tại Makassar, Michishio quay trở về Xưởng hải quân Yokosuka vào tháng 3 để sửa chữa triệt để, kéo dài đến cuối tháng 10. Quay trở lại hoạt động tại Rabaul, Michishio thực hiện ba chuyến đi vận chuyển tốc độ cao "Tốc hành Tokyo" vào đầu tháng 11. Trong trận Hải chiến Guadalcanal vào ngày 14 tháng 11, nó bị hư hại bởi không kích của máy bay Hải quân Mỹ, và phải được kéo về đảo Shortland để sửa chữa. Tuy nhiên, việc sửa chữa ngoài mặt trận không thành công, nên nó được kéo về Rabaul, rồi Truk, và sau cùng là Yokosuka vào ngày 17 tháng 3 năm 1943.
Michishio được sửa chữa tại Xưởng hải quân Yokosuka cho đến ngày 14 tháng 11, lúc mà một trong các tháp pháo chính của nó được thay thế bởi hai khẩu đội 25 mm Kiểu 96 phòng không ba nòng. Nó quay trở lại Truk vào cuối năm 1943 và đã hộ tống các tàu tuần dương Kumano và Suzuya trong một nhiệm vụ đến Kavieng vào cuối năm.
Vào tháng 1 năm 1944, Michishio quay trở về Quân khu Hải quân Kure cùng với thiết giáp hạm Yamato, rồi hộ tống một đoàn tàu vận tải chuyển quân quay trở lại Truk vào cuối tháng. Nó trải qua phần lớn hai tháng tiếp theo hộ tống cho thiết giáp hạm Musashi
Trong Trận chiến biển Philippine, Michishio thuộc "Lực lượng B" của Đô đốc Takatsugu Jōjima nhưng đã không tham gia chiến đấu. Sau trận chiến, nó trợ giúp cho chiếc tàu chở dầu Itsukushima Maru bị trúng ngư lôi tại đảo Negros và hộ tống thiết giáp hạm Fuso đi từ Davao đến Kure. Nó tháp tùng thiết giáp hạm Haruna đi từ Sasebo đến Singapore trong tháng 8, rồi sau đó hộ tống các đoàn tàu vận tải tiếp liệu đi đến Brunei.
Chuẩn bị cho trận Hải chiến vịnh Leyte, Michishio được điều về Lực lượng phía Nam của Đô đốc Shōji Nishimura. Trong Trận chiến eo biển Surigao vào ngày 22 tháng 10, nó trúng phải ngư lôi phóng từ tàu khu trục McDermut, rồi sau đó bị tàu khu trục Hutchins kết liễu ở tọa độ 10°25′B 125°23′Đ / 10,417°B 125,383°Đ.
Michishio được rút khỏi danh sách Đăng bạ Hải quân vào ngày 10 tháng 1 năm 1945.